# 国家技术发明奖
国家技术发明奖是中华人民共和国五大国家科学技术奖项之一，该奖只授予公民，不授予组织，由中华人民共和国国务院颁发证书和奖金。